# Lepidodexia teutonia
Lepidodexia teutonia är en tvåvingeart som beskrevs av Guilherme A.M.Lopes 1991. Lepidodexia teutonia ingår i släktet Lepidodexia och familjen köttflugor. Inga underarter finns listade i Catalogue of Life.